# گیل تترسال
گیل تترسال (انگلیسی: Gale Tattersall؛ زادهٔ ۱۹۴۸ (۷۶–۷۷ سال)) فیلم‌بردار اهل بریتانیا است. از فیلم‌هایی که وی در آن نقش داشته می‌توان به کشتی ارواح اشاره کرد.